# صالح القاضي
صالح القاضي (11 يناير، 1959 - 5 نوفمبر 2017): أمين أمانة منطقة عسير، والرئيس الأعلى لـ 33 بلدية في منطقة عسير، جنوب المملكة العربية السعودية. حاصل على شهادة البكالوريوس في الهندسة الزراعية من جامعة الملك فيصل في الأحساء.
عين أمينا لمنطقة عسير في 9 أبريل 2015، وقبل ذلك شغل منصب أمين أمانة المدينة المنورة من 2011م إلى 2014م. يمتلك القاضي خبرة طويلة تمتد لأكثر من 30 عاماً في مجال الإدارة والتطوير. إضافة إلى ذلك، عضو مجلس عدة مؤسسات حكومية، خيرية واجتماعية، منها: عضو مجلس منطقة عسير، عضو مجلس التنمية السياحية بمنطقة عسير، وعضو مجلس إدارة جمعية البيئة السعودية.

## سيرته وحياته

### النشأة والمؤهلات العلمية
وُلد القاضي بالمدينة المنورة في الأول من رجب لعام 1378 هـ الموافق 11 يناير عام 1959م، في بيت مجدٍ وقضاء، وكان والده رئيس هيئة الأمر بالمعروف والنهي عن المنكر بالمدينة المنورة. تلقى تعليمه الأوليّ بمدارس المدينة المنورة، ثُمَّ التحق بجامعة الملك فيصل فنال منها شهادة البكالوريوس في الهندسة الزراعية.

### الخبرات المهنية
- أمين أمانة منطقة عسير.[7]
- أمين أمانة المدينة المنورة.[8]
- رئيس بلدية خميس مشيط.[9]
- وكيل الأمين للخدمات بأمانة المدينة المنورة.[10][11]
- مدير عام الإدارة العامة لصحة البيئة بأمانة المدينة المنورة.[12]
- مدير عام إدارة الحدائق والتجميل بأمانة المدينة المنورة.[13]
- مدير عام النظافة بأمانة المدينة المنورة.[14]

## وفاته
توفي في يوم 5 نوفمبر 2017 في تحطّم طائرة عمودية في مدينة محمية ريدة جنوب غرب المملكة العربية السعودية.